# 에마뉘엘 드 그루시 후작
에마뉘엘 드 그루시(Emmanuel de Grouchy, 1766년 10월 23일 ~ 1847년 5월 29일)은 프랑스 혁명 전쟁과 나폴레옹 전쟁 당시의 프랑스의 장군이다.
나폴레옹이 임명한 마지막 원수. 루이 니콜라 다부와 함께 열렬한 나폴레옹의 지지자였다.

## 생애
혁명 프랑스군의 장교들 중에서는 특이하게도 후작가의 장남으로 태어난 구체제(앙시앵 레짐)의 귀족출신이다. 왕립군사학교에 입학해서 포병으로 근무를 시작했으나 기병대로 병과를 바꿨고, 근위대에 들어간다. 그의 아버지는 루이 15세의 시종직을 수행하기도 했고 왕족의 서자라는 소문이 돌 정도로 궁정에서의 영향력이 큰 인물이었지만 그루시는 일찍부터 혁명사상을 감화되어 꾸준히 옹호했다.
1792년에 혁명전쟁이 발발하자 기병 연대장으로 복직, 곧 이어서 소장(Maréchal de camp)으로 진급했다. 그리고 1793년에는 방데의 반란을 진압하면서 사단장까지 진급했다. 하지만 로베스피에르의 공포정치 시대에 출신 성분이 문제가 되어 일시적으로 군에서 나왔다. 1795년에는 아일랜드 원정군의 참모로서 종군했으며, 1798년에는 사르데냐 국왕의 퇴위와 더불어 피에몬테의 군정 총독으로서 부임했다. 또한 1799년에는 오스트리아-러시아 연합군을 상대로 한 전쟁에 참가했다. 그러나 노비 전투에서 패배해 퇴각하는 프랑스군의 사이에 섞여서 퇴각하던 그루시는 부상을 입고 포로로 붙잡혔다. 그 후 곧 석방되어 그는 프랑스로 돌아올 수 있었다.
브뤼메르 18일 쿠데타 당시, 이에 소극적으로 반대 입장을 표명했지만, 나폴레옹에게도 중용되어 호엔린덴 전투에 참전했다.
1805년의 오스트리아 원정, 그 후의 독일-폴란드 원정, 그리고 1808년의 반도 전쟁에 참가했다. 1809년에는 이탈리아군의 기병대 지휘관에 임명되어 이탈리아 부왕 외젠 드 보아르네의 빈 진군에 함께했다. 1812년의 러시아 원정 당시, 그루시는 대육군의 네 개 기병군단을 지휘했고, 스몰렌스크와 보로디노의 격전에서 기병대를 지휘했으며, 모스크바 후퇴 당시 호위대의 지휘를 맡았다. 1813년 나폴레옹이 그루시를 군단장으로 임명했다.
1814년에 크라온 전투에서 중상을 입었다. 그 후 나폴레옹이 실각하고, 부르봉 왕가가 복귀하자 직책을 박탈당하고, 군에서 퇴출당했으나, 나폴레옹이 엘바섬에서 탈출하자 나폴레옹에게 달려가 재기용되었고, 원수봉을 받음과 동시에 귀족원의 일원이 되었다. 그 뒤 1815년 나폴레옹의 100일 천하 때 워털루 전투에 참여했으나 크게 패하고 나폴레옹 몰락 후, 열렬한 혁명지지자였다는 것이 드러나자 부르봉 왕가 및 귀족들은 군사재판에 세워 그를 사형에 처하려고 했지만 그루시는 미국으로 망명했고, 거기서 쭉 생활하다가 1822년에야 프랑스에 돌아올 수 있었다.
7월 혁명으로 즉위한 루이 필리프는 그루시를 후작으로 복권시켰다. 1847년에 생테티엔에서 죽었다.